# 马尔科姆·路德维森
马尔科姆·路德维森（英語：Malcolm Ludvigsen，1946年2月14日—），英国数学家和露天派画家。他曾是约克大学的数学研究员和客座讲师，著有一本关于广义相对论的书。他的许多画作描绘了约克郡海岸的海滩。